# Nola pallescens
Nola pallescens är en fjärilsart som beskrevs av Alfred Ernest Wileman och Reginald James West 1929.
Nola pallescens ingår i släktet Nola och familjen trågspinnare. Inga underarter finns listade i Catalogue of Life.